# Anne Rimmen
Anne Elgård Rimmen, född 11 september 1981, är en norsk programledare. Hon är nyhetsuppläsare på NRK-sporten.
Våren 2011 var Rimmen programledare för Norsk Melodi Grand Prix tillsammans med Per Sundnes. Rimmen har tidigare arbetat för tidningen RED och för TVNorge. Hon tog sin journalistutbildning i Australien.
Anne Rimmen är syster med Morten Stokstad och Marte Stokstad.